# WTA 125K series 2012
WTA 125K series 2012 – sezon profesjonalnych kobiecych turniejów tenisowych niższej kategorii organizowanych przez Women’s Tennis Association w 2012 roku, które obejmują cykl 2 turniejów z pulą nagród wynoszącą 125 000 dolarów amerykańskich. Zawody rozgrywane w ramach WTA 125K series nie są zaliczane do głównego cyklu rozgrywek WTA Tour.

## Kalendarz turniejów
| Data            | Turniej                                                      | Zwyciężczynie                        | Wynik          | Finalistki                            | Półfinalistki                       | Ćwierćfinalistki                                            |
| --------------- | ------------------------------------------------------------ | ------------------------------------ | -------------- | ------------------------------------- | ----------------------------------- | ----------------------------------------------------------- |
| 29 października | Taipei Open Tajpej 125 000 $ – Dywanowa (hala) – 32S/16Q/16D | Kristina Mladenovic                  | 6:4, 6:2       | Chang Kai-chen                        | Kurumi Nara Misaki Doi              | Zarina Dijas Kimiko Date-Krumm Ayumi Morita Wolha Hawarcowa |
| 29 października | Taipei Open Tajpej 125 000 $ – Dywanowa (hala) – 32S/16Q/16D | Chan Hao-ching Kristina Mladenovic   | 5:7, 6:2, 10–8 | Chang Kai-chen Wolha Hawarcowa        | Kurumi Nara Misaki Doi              | Zarina Dijas Kimiko Date-Krumm Ayumi Morita Wolha Hawarcowa |
| 5 listopada     | Royal Indian Open Pune 125 000 $ – Twarda – 32S/16Q/16D      | Elina Switolina                      | 6:2, 6:3       | Kimiko Date-Krumm                     | Andrea Petković Tamarine Tanasugarn | Nina Bratczikowa Luksika Kumkhum Donna Vekić Misaki Doi     |
| 5 listopada     | Royal Indian Open Pune 125 000 $ – Twarda – 32S/16Q/16D      | Nina Bratczikowa Oksana Kalasznikowa | 6:0, 4:6, 10–8 | Julja Gluszko Noppawan Lertcheewakarn | Andrea Petković Tamarine Tanasugarn | Nina Bratczikowa Luksika Kumkhum Donna Vekić Misaki Doi     |

## Wygrane turnieje

### Klasyfikacja tenisistek
| Wygrane | Zawodniczka         | S | D | S | D |
| ------- | ------------------- | - | - | - | - |
| 2       | Kristina Mladenovic | ● | ● | 1 | 1 |
| 1       | Elina Switolina     | ● |   | 1 | 0 |
| 1       | Nina Bratczikowa    |   | ● | 0 | 1 |
| 1       | Chang Kai-chen      |   | ● | 0 | 1 |
| 1       | Oksana Kalasznikowa |   | ● | 0 | 1 |

### Klasyfikacja państw
| Wygrane | Kraj            | S | D |
| ------- | --------------- | - | - |
| 2       | Francja         | 1 | 1 |
| 1       | Ukraina         | 1 | 0 |
| 1       | Chińskie Tajpej | 0 | 1 |
| 1       | Gruzja          | 0 | 1 |
| 1       | Rosja           | 0 | 1 |